# 第85回ニューヨーク映画批評家協会賞
85th NYFCC Awards

2019年12月4日
作品賞: 

アイリッシュマン
第85回ニューヨーク映画批評家協会賞は2019年の映画を対象とした賞で、2019年12月4日に受賞者が発表された。

## 受賞
- 作品賞：
  - 『アイリッシュマン』

- 監督賞：
  - ジョシュア・サフディ、ベニー・サフディ（英語版） - 『アンカット・ダイヤモンド』

- 主演男優賞 
  - アントニオ・バンデラス - 『ペイン・アンド・グローリー』

- 主演女優賞：
  - ルピタ・ニョンゴ - 『アス』

- 助演男優賞：
  - ジョー・ペシ - 『アイリッシュマン』

- 助演女優賞：
  - ローラ・ダーン - 『マリッジ・ストーリー』、『ストーリー・オブ・マイライフ/わたしの若草物語』

- 脚本賞：
  - クエンティン・タランティーノ - 『ワンス・アポン・ア・タイム・イン・ハリウッド』

- 撮影賞：
  - クレール・マトン - 『燃ゆる女の肖像』

- アニメ映画賞：
  - 『失くした体』

- 外国語映画賞：
  - 『パラサイト 半地下の家族』（ 韓国）

- ノンフィクション映画賞：
  - 『ハニーランド 永遠の谷』

- 第一回作品賞：
  - マティ・ディオップ（英語版） - 『アトランティックス』

- 特別賞：
  - IndieCollect（英語版）
  - ランディ・ニューマン